# Schoenenreus
Schoenenreus was een Nederlands detailhandelsbedrijf in de schoenenbranche, opgericht in 1969 te Uden door René de Vroomen.
De Vroomen was vertegenwoordiger in schoenen en begon toen zijn werkgever failliet ging in 1969 voor zichzelf met 'Schoenverkoop Nederland bv'. De eerste verkoop vond plaats in de garage van de oprichter, de eerste magazijnwinkel opende in 1972 in Apeldoorn.  In 1975 waren er acht filialen. Vanaf 1976 wordt onder de naam 'Schoenenreus' gewerkt. Het aantal filialen groeide en onder meer "Shoemax, Schut Schoenen" en "Schoenkoning" werden overgenomen.
In 2008 waren er 216 filialen met 1700 medewerkers in de Benelux. Het was de grootste speler op de Nederlandse markt na de Macintosh Retail Group. De servicevestiging (inclusief distributiecentrum) bevond zich in Uden. Schoenen vormden de basis van het assortiment, maar de grotere filialen boden ook kleding en accessoires. In 2010 en 2011 had het bedrijf een omzet van 80 miljoen euro.
De snelste expansie kwam er in 1996 met de overname van Schoenexpres, dat toen 73 filialen had. In juni 2007 werd Schoenenreus overgenomen door de holding European Retail Shoe Company (ERSC). De CEO van ERSC, René de Lege, trad als directeur van Schoenenreus aan in december 2008. Vanaf april 2012 was Schoenenreus in handen van New Giant, een samenwerking tussen De Lege en twee leden van de Raad van Bestuur, Eric Companjen en Paul Schouwenaar. De bedoeling van New Giant zou zijn om meer ruimte te creëren voor A-merken en sportartikelen.
Op 24 januari 2013 werd het faillissement van Schoenenreus door de Rechtbank Oost-Brabant uitgesproken. Op dezelfde dag maakte Schoenenreus na pre-pack een doorstart met minder winkels. Op 29 januari 2015 werd Schoenenreus opnieuw failliet verklaard.
De Vroomen overleed op 27 november 2016 op 75-jarige leeftijd.